# Ribble Valley
Ribble Valley es un distrito no metropolitano con el estatus de municipio, ubicado en el condado de Lancashire (Inglaterra). Fue constituido el 1 de abril de 1974 bajo la Ley de Gobierno Local de 1972 como una fusión del antiguo municipio de Clitheroe, el distrito urbano de Longridge, los distritos rurales de Bowland y Clitheroe y parte de Blackburn, Burnley y Preston. Según el censo de 2001 realizado por la Oficina Nacional de Estadística británica, Ribble Valley tiene 583,15 km² de superficie y 53 960 habitantes.